# São Pedro (Vila Real)
Pour les articles homonymes, voir São_Pedro.
São Pedro est une localité de la commune portugaise de Vila Real.